# Lăpușna (Hîncești)

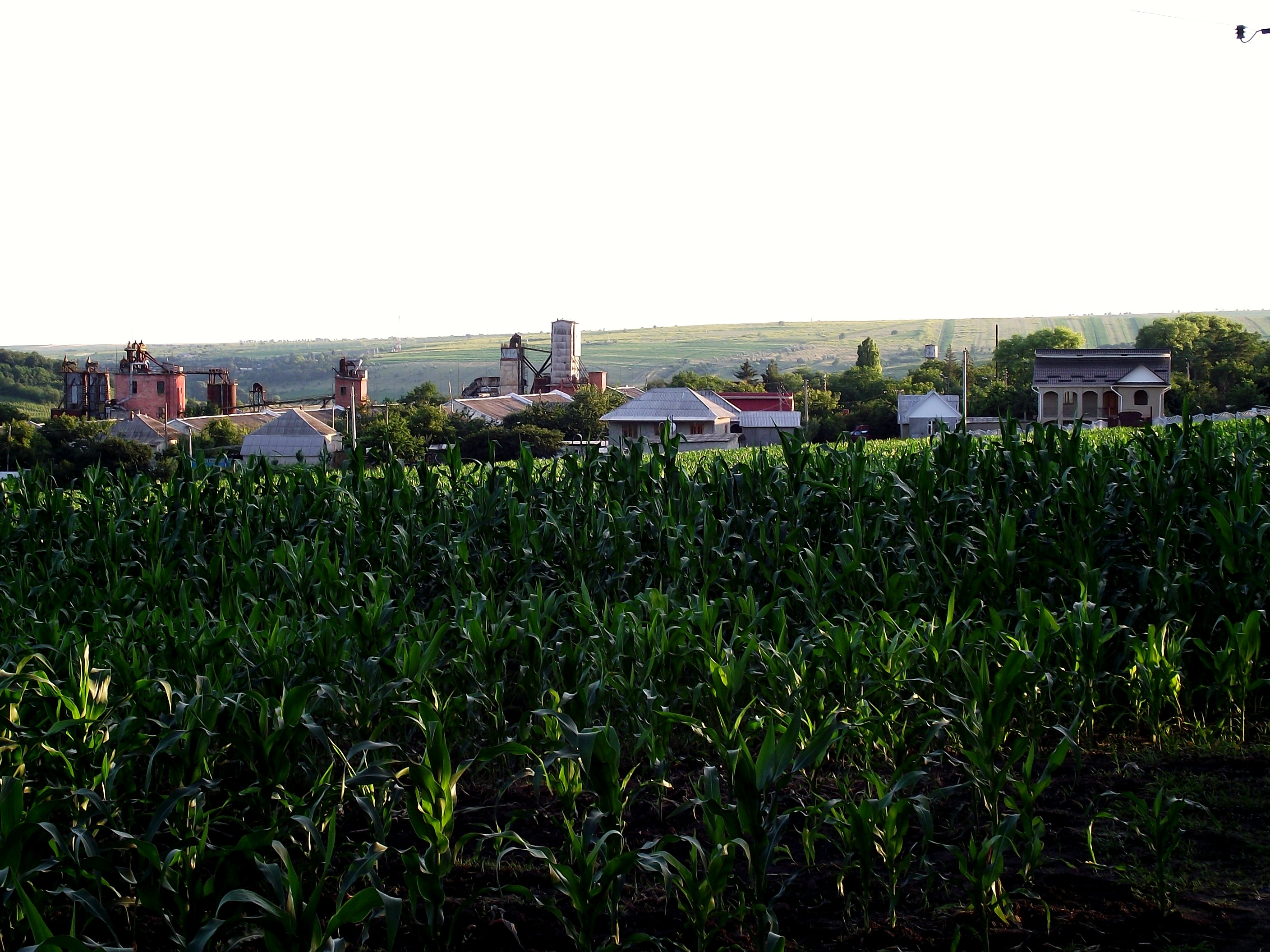
Blick auf Lăpușna

Lăpușna (russisch Лапушна) ist ein Ort im Rajon Hîncești in der Republik Moldau. Der Ort liegt im Tal des Flusses Lăpușnița, einem linken Nebenfluss des Pruth, etwa 18 km nordwestlich von Hîncești und 54 km südwestlich von Chișinău. Sie ist von landwirtschaftlicher Nutzfläche umgeben. Der ehemalige Ministerpräsident Moldaus, Vlad Filat wurde 1969 in Lăpușna geboren.

## Geschichte
Der Ort Lăpușna wurde 1429 in einem Dokument von Alexandru cel Bun das erste Mal urkundlich erwähnt. Aufgrund seiner Lage an einer Handelsstraße zwischen Polen und Transsylvanien einerseits und dem Schwarzen Meer andererseits hatte der Ort eine wechselhafte Geschichte als Militärstützpunkt, Verwaltungszentrum und Handelsplatz. Im 16. Jahrhundert wurde hier ein Gericht eingerichtet. Der Ort gilt als Geburtsort von Alexandru Lăpușneanu. Die Kirche ist den Erzengeln Gabriel und Michael geweiht und beinhaltet stilistische Elemente aus dem 15. und 16. Jahrhundert. Die ursprünglich hölzerne Kirche wurde 1814–1818 in ein steinernes Bauwerk umgebaut und vom Metropolit Gavriil Banulescu-Bodoni geweiht.
Anhand von archäologischen Ausgrabungen konnte nachgewiesen werden, dass sich bereits seit der Bronzezeit (2. Jahrtausend v. Chr.) an der Stätte von Lăpușna und des Dorfes Rusca menschliche Siedlungen befanden. Auf dem Gelände von Lăpușna sowie der Dörfer Rusca und Anini wurden auch zahlreiche Nekropolen entdeckt, die auf die Kultur der ansässigen Geten (4. und 3. Jahrhundert v. Chr.) verweisen. Für die Jahre 1430–1431 existiert eine fürstliche Urkunde, in der von dem Fluss Lăpușna sowie mehreren Dörfern an seinen Ufern die Rede ist.
Der Name Lăpușna taucht in Dokumenten ab den ersten Jahrzehnten des 15. Jahrhunderts auf und benennt dabei mehrere unterschiedliche topographische Objekte: den Fluss Lăpușna (10. April 1439), den Markt Lăpușna (25. April 1454), den Bezirk (ținut) Lăpușna (10. April 1439). Lăpușna gab es als Markt bereits im 14. Jahrhundert, urkundlich erwähnt wird er allerdings erst in der ersten Hälfte des 15. Jahrhunderts. In dem Freibrief vom 25. August 1454 gewährte Fürst Petru Aron dem Kloster Moldovița das Privileg der Zollfreiheit für dessen drei Wagen, mit denen man im Land unterwegs war, um an der Donau, am Dnister oder sonstigen Gewässern Fisch zu kaufen, den man weder in Târgu Frumos noch auf dem polnischen Markt oder in Lăpușna verzollen musste. Am 29. Juni 1456 gestattete derselbe Fürst den lipowanischen Händlern, in Lăpușna lediglich 30 Groschen für 12 Wagen mit Waren zu bezahlen, die für die tatarischen Gebiete gedacht waren, und dort ebenfalls den Zoll von Cetatea Albă für die Waren zu entrichten, die nicht den Weg über jenen Markt nahmen.

## Bevölkerung
Bei der Volkszählung im Jahr 2004 wurden in Lăpușna 5640 Einwohner gezählt, davon waren 2747 Männer und 2893 Frauen.